# Owen Sheehy-Skeffington
Pour les articles homonymes, voir Sheehy.
 (septembre 2018).
Owen Sheehy-Skeffington, né le 19 mai 1909 et mort le 7 juin 1970, est un homme politique irlandais.

## Biographie

Owen et Hanna Sheehy-Skeffington

Sa mère, Hanna Sheehy-Skeffington, est une suffragiste irlandaise et son père, Francis Sheehy-Skeffington (en), est écrivain. Il est le neveu de la suffragiste, défenseure de la langue irlandaise et enseignante Kathleen Cruise O'Brien.